# Perles (Vilademuls)
Perles és un nucli habitat que pertany al municipi de Vilademuls (Pla de l'Estany), a poca distància del poble de Vilafreser, al qual hi està unit per carretera. El principal interès patrimonial d'aquest veïnat és la capella de Sant Llorenç de Perles.
La capella és una construcció d'estil romànic modificada per a usos agrícoles. Es pot datar del segle XII. Es conserva l'exterior, on destaca l'absis, orientat a llevant, amb una finestra per il·luminar l'altar. La porta d'accés, d'arc de punt rodó, es conserva a la façana sud i està formada per carreus treballats de pedra de Banyoles. També es conserva una creu de pedra col·locada a la coberta sobre l'absis. La coberta és a dues aigües i el carener es prolonga fins a l'absis, formant una entrega atípica amb el punt rodó de l'absis. Interiorment, no es conserva res del seu estat inicial. La possible volta que devia cobrir la nau fou substituïda per un forjat de biguetes. L'espai es destina a celler i magatzem agrícola.